# Schlacht von Zorndorf
Pirna – Lobositz – Prag – Gabel – Kolin – Groß-Jägersdorf – Moys – Roßbach – Breslau – Leuthen – Domstadtl – Olmütz – Neisse – Zorndorf – Hochkirch – Kay – Kunersdorf – Hoyerswerda – Maxen – Koßdorf – Landeshut – Liegnitz – Oschatz – Berlin – Wittenberg – Torgau – Döbeln – Burkersdorf – Reichenbach – Freiberg
In der Schlacht von Zorndorf trafen am 25. August 1758 eine preußische Armee unter König Friedrich II. und die russische Hauptarmee unter Wilhelm von Fermor aufeinander. Durch seinen Sieg verhinderte Friedrich II. im Siebenjährigen Krieg das Eindringen der russischen Streitkräfte in die Mark Brandenburg, die Kernprovinz des preußischen Staates.

## Vorgeschichte
Nachdem Russland im Januar 1758 Ostpreußen besetzt und annektiert hatte, marschierte die russische Hauptarmee im Juni in Stärke von etwa 50.000 Mann über Posen zur unteren Warthe. Ihr gegenüber operierte das im Juli aus Vorpommern abgezogene, 22.000 Mann starke preußische Korps Dohna. Dies hatte zwar einen Einfall der Schweden in die Mark zur Folge, hielt aber den viel gefährlicheren Vormarsch der Russen auf. Nach einem gescheiterten Handstreich zur Eroberung der Festung Küstrin am 15. August 1758 begann Fermor mit ihrem Beschuss, wobei er rechts der Oder stehenblieb, während Dohna links des Flusses den Übergang bei Frankfurt (Oder) sicherte.
Friedrich II. selbst hatte sich nach einem erfolglosen Feldzug in Böhmen mit seiner Hauptarmee von 50.000 Mann Anfang August hinter die schlesische Grenze nach Landeshut zurückgezogen. Angesichts der Gesamtlage beschloss er, die Russen zu schlagen, bevor es zu einem vereinten österreich-russischen Vorgehen gegen seine Kernprovinz käme.
Er ließ seine Hauptarmee unter Markgraf Karl von Brandenburg-Schwedt zur Beobachtung der in Nordböhmen stehenden Kaiserlichen (österreichischen) Hauptarmee unter Leopold Joseph von Daun zurück und zog an der Spitze von 14.000 Mann in zwölftägigem, über 300 Kilometer langem Gewaltmarsch nach Küstrin. Am 23. August 1758 überschritt Friedrich II., nachdem er sich mit Dohna vereint hatte, bei Güstebiese die Oder und griff die bei Zorndorf lagernden Russen von Norden an.

## Schlachtverlauf

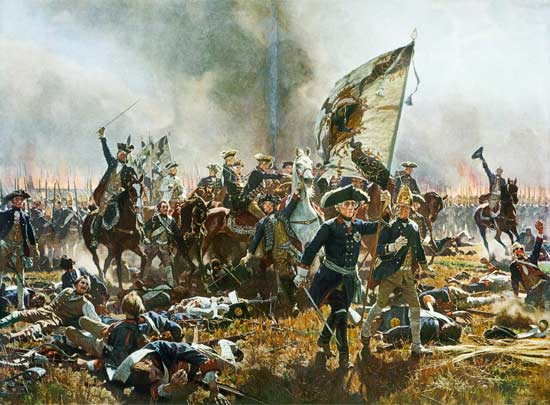
Friedrich II. in der Schlacht bei Zorndorf (historistisches Gemälde von 1904 nach Carl Röchling)

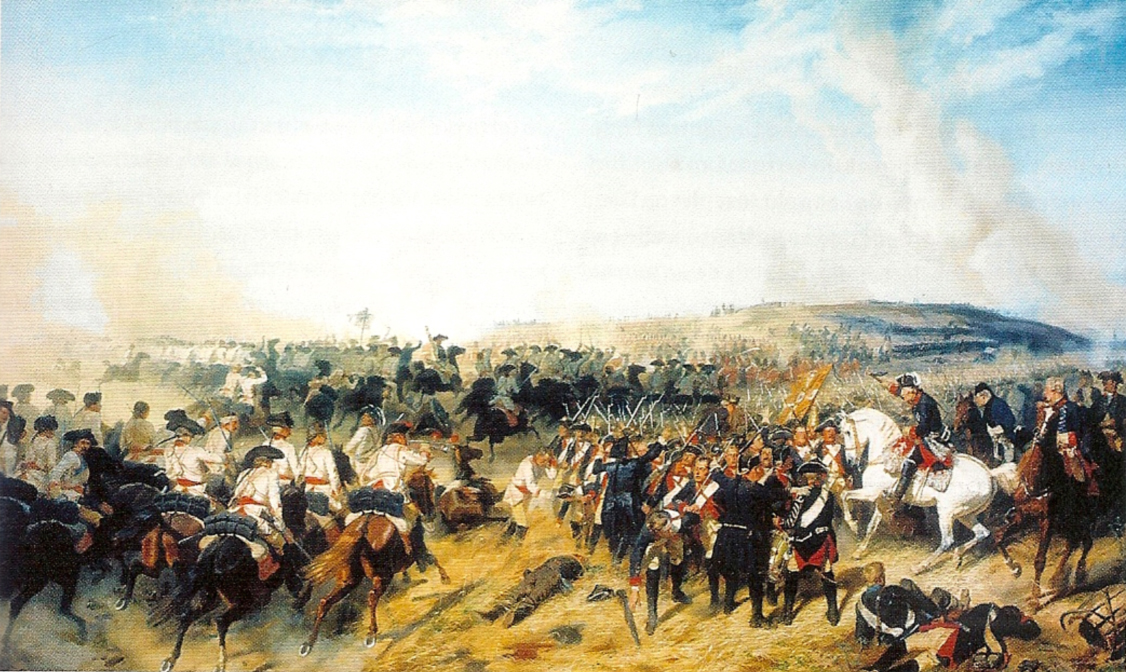
Die Schlacht als historistisches Gemälde von Emil Hünten (1858)

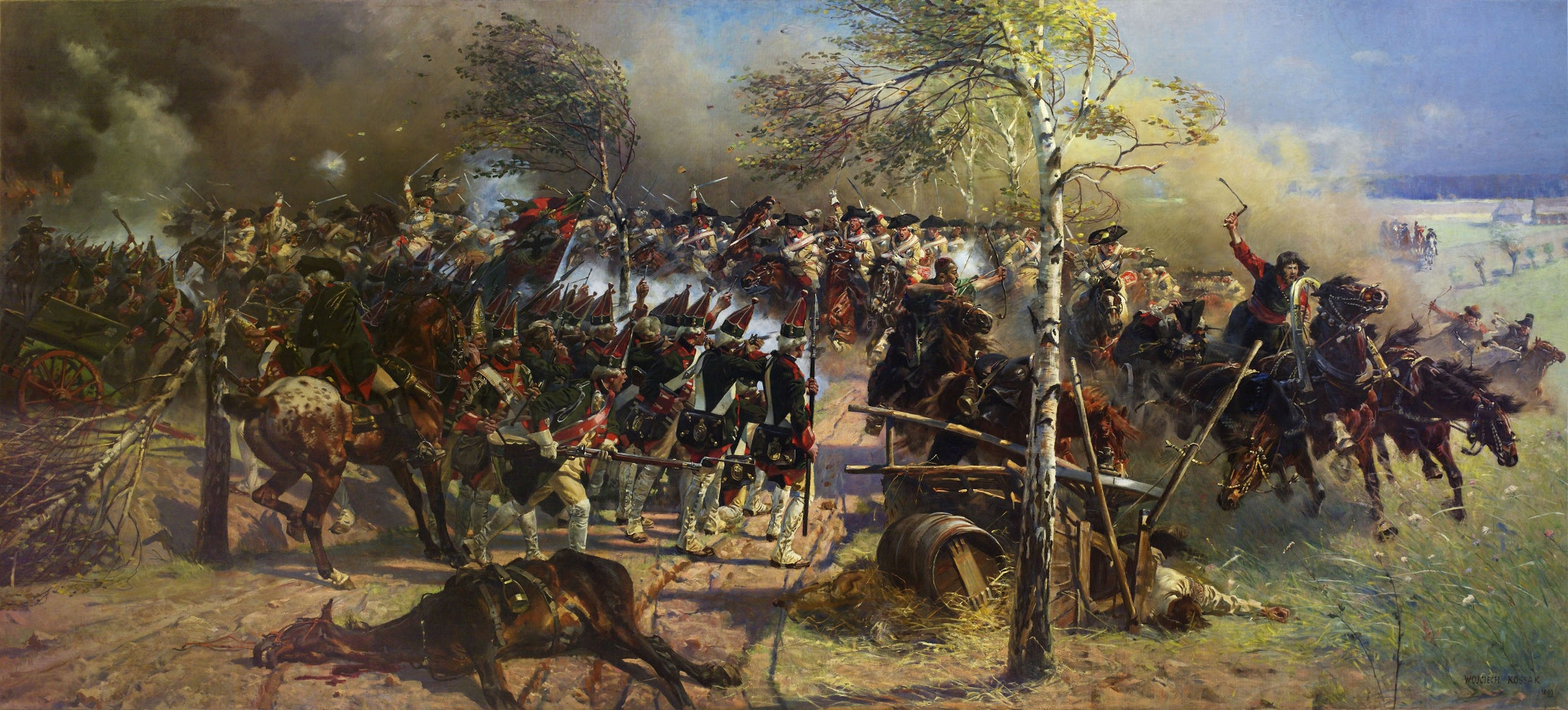
Die Schlacht als historistisches Gemälde von Wojciech Kossak (1899)

Die Schlacht zog sich den ganzen Tag über in glühender Sommerhitze hin. Entgegen der bisherigen Erfahrung konnte der erprobte preußische Infanterieangriff auf Anhieb keine Bresche in die gegnerische Front schlagen. Lange Zeit wogte der Kampf unentschieden hin und her, der linke preußische Flügel wich zurück, auch Generalfeldmarschall Moritz von Anhalt-Dessau konnte die Lage nicht wenden. Der König selbst zeichnete sich durch den Einsatz seines eigenen Lebens aus, als er vom Pferd stieg, die Fahne des Regiments Bülow zu Fuß ergriff und seine fliehenden Haufen wieder dem Feind entgegenführte. Dennoch standen die Zeichen auf Niederlage, bis am späten Nachmittag General Friedrich Wilhelm von Seydlitz auf dem linken Flügel durch eine massierte Kavallerieattacke mit über fünfzig Schwadronen die Entscheidung herbeiführte: Entgegen dem ausdrücklichen und mehrfach wiederholten Befehl des Königs, zur Entlastung des Zentrums einzugreifen („Er haftet mit seinem Kopf für die Bataillie“), hatte Seydlitz den Augenblick abgewartet, in dem er im Rücken der weit in die preußischen Linien vorgedrungenen russischen Hauptmacht stand. Dann gab er im zugleich günstigsten und äußersten Augenblick den Befehl zum Angriff, trieb die Russen in die Moräste der Mietzel bei Quartschen (siehe Infobox) und wendete dadurch die Schlacht zu Gunsten Preußens. Zu einer Vernichtung der Russen und auch zu ihrer gänzlichen Vertreibung vom Schlachtfeld kam es nicht. Friedrich II. rechnete zunächst mit einer Fortsetzung der Schlacht. Erst zwei Tage später räumte Fermor das Feld.
Friedrich II. honorierte die taktische Meisterleistung seines ebenso eigenwilligen wie genialen Generals, indem er ihn dem auf dem Schlachtfeld anwesenden verbündeten britischen Gesandten Sir Andrew Mitchell nach dem russischen Rückzug mit den Worten vorstellte: „Ohne diesen hier stünde es heute schlecht um uns.“
 Fermor hingegen meldete einen Sieg nach Sankt Petersburg, wofür er von Kaiserin Elisabeth den Grafentitel erhielt.

## Folgen
Die Verluste waren auf beiden Seiten verhältnismäßig hoch, insgesamt wurden über 30.000 Mann verwundet, getötet oder gerieten in Gefangenschaft. Die Preußen hatten jeden dritten Mann verloren. Es wurde mit großer Erbitterung gekämpft. Friedrich II. hatte am 22. August 1758 an seine Generäle eine Ordre geschickt, „wie sie sich zu verhalten haben, wenn ich sollte totgeschossen werden.“ Das Ergebnis der Schlacht von Zorndorf gab Friedrich II. die Möglichkeit, sich dem Kampf mit den nun nach Sachsen vorrückenden Österreichern zuzuwenden. Schon am 11. September 1758 vereinte er sich wieder mit dem Markgrafen Karl in der Lausitz.
Dohna verfolgte mit 17.000 Mann die abziehenden Russen. Fermor musste die Belagerung Kolbergs abbrechen. Ohne die Möglichkeit, sich über die Ostsee zu versorgen, ging er bis hinter die Weichsel zurück, wo er Winterquartiere bezog.
Trotz des preußischen Sieges hatte die Schlacht eher die Wirkung eines Unentschieden, eine weitere Konfrontation mit den Russen war nur eine Frage der Zeit, was auch den Kriegstheoretiker Carl von Clausewitz zu einem eher gespaltenen Urteil über die Schlacht kommen ließ.

### Zeitgenössische und ältere Darstellungen
- Die Schlacht bei Zorndorf am 25. August 1758, Reihe Deutsches Militär Archiv, Ergänzungs Edition, Archiv-Verlag, ca. 1990, Sammelblatt mit zwei auffaltbaren Karten, Faksimile aus Beyträge zur Kriegskunst und Geschichte des Krieges von 1756 bis 1763 Freiberg, 1776
- Johann Wilhelm von Archenholtz: Geschichte des siebenjährigen Krieges in Deutschland von 1756 bis 1763, Biblio-Verlag, Osnabrück 1982, S. 169–177. ISBN 3-7648-1203-6 (Nachdruck der Ausgabe Karlsruhe 1791).
- Adolf Schottmüller: Die Schlacht bei Zorndorf – Eine Jubelschrift – Mit einem Schlachtplan. Berlin 1858 (Online, Google)

### Neuere wissenschaftliche Werke
- Joachim Engelmann, Günter Dorn: Die Schlachten Friedrich des Großen. Podzun-Pallas, Friedberg 1986, ISBN 3-7909-0275-6
- Christopher Duffy: Friedrich der Große - Ein Soldatenleben. Benziger, Zürich, Köln 1986, ISBN 3-545-34053-8, S. 232–247.
- Olaf Groehler: Die Kriege Friedrichs II. Deutscher Militärverlag, Berlin 1968, S. 118–121.
- Curt Jany: Geschichte der Preussischen Armee. Bd. 2. Die Armee Friederichs des Großen. 1740–1763. Biblio-Verlag, 2. erg. Aufl. hrsg. von Eberhard Jany, Osnabrück 1967, ISBN 3-7648-1472-1, S. 484–495, auch S. 470f.